# HERO (MONSTA Xの曲)
「HERO」（ヒーロー）は、韓国の男性歌手グループ、MONSTA Xの楽曲。韓国語バージョンと日本語バージョンの2バージョンが制作されており、韓国語バージョンは2015年9月7日にLOENエンターテインメントより発売された2作目のEP『Rush』に収録され、日本語バージョンは2017年5月14日にMercury Tokyoより日本メジャーデビューシングルとして発売された。
RhymerとPUNCH SOUNDが手がけた楽曲で、ラップ部分はジュホンとI.Mによって書かれた。歌詞は、「世界中を敵にしても君を守る」という男性の心情を描いたもの。

## リリース
2015年9月7日に2作目のEP『Rush』がLOENエンターテインメントより発売され、同作の2曲目に韓国語バージョンが収録された。同年10月22日には配信限定アルバム『Rush Repackage "Hero"』が発売され、本作の別バージョン「HERO (Broadcasting Ver.)」がリード曲として収録された。
2017年5月17日に日本語バージョンが日本メジャーデビューシングルとして、Mercury Tokyoより発売され、カップリング曲には3rdEP『THE CLAN Pt.1 LOST』に収録の「반칙이야 (反則だ)」の日本語バージョン「STUCK -Japanese ver.-」が収録された。初回限定盤A（CD+DVD / 品番 : UMCE-9003）、初回限定盤B（CD+DVD / 品番 : UMCE-9004）、通常盤（品番 : UMCE-5001）の3形態で発売され、初回限定盤AのDVDには表題曲「HERO」のミュージック・ビデオとメイキング映像、初回限定盤BのDVDには2017年1月20日に品川ステラボールで開催された『Japan 1st SHOWCASE』からのライブ映像が4曲収録された。なお、通常盤には初回限定特典として全8種のトレーディングカードのうち1枚がランダムで封入された。なお、シングルの発売に先駆けて、4月26日にLINE MUSICとiTunes Storeにて先行配信が開始された。

## ミュージック・ビデオ
ミュージック・ビデオも、韓国語バージョンと日本語バージョンの2バージョンが制作された。
2015年10月1日に超高層ビルの屋上で本作を踊るパフォーマンス映像が公開された。これは同曲の後続曲の活動を控えて特別に公開された映像で、2020年3月に再生回数が1億回を突破した。なお、MONSTA Xの動画の再生回数が1億回を突破したのは、同映像が初となる。
2017年4月14日に日本語バージョンのミュージック・ビデオが公開された。韓国語バージョンと趣が異なり、レーザーやスモークを駆使して作られた光と影の中でメンバーがパフォーマンスをするという内容になっている。

## チャート成績
韓国語バージョンは、Gaon Digital Chartで週間250位を獲得し、ビルボード誌が発表したWorld Digital Song Salesチャートでは最高位12位を獲得した。
日本語バージョンが収録されたシングルは、2017年5月29日付のオリコン週間シングルランキングとBillboard Japan Top Singles Salesチャートで初登場2位を獲得し、Billboard Japan Hot 100チャートで初登場3位、。

## 収録内容
| 全作曲・編曲: PUNCH SOUND。 |                           |                                                                         |             |      |
| #                           | タイトル                  | 作詞                                                                    | 作曲・編曲  | 時間 |
| 1.                          | 「HERO -Japanese Ver.-」  | - PUNCH SOUND, Rhymer, Jooheon, I.M - ZERO (YVES&ADAMS)（日本語詞）     | PUNCH SOUND | 3:42 |
| 2.                          | 「STUCK -Japanese Ver.-」 | - PUNCH SOUND, Seo Ji-Eum, Jooheon, I.M - ZERO (YVES&ADAMS)（日本語詞） | PUNCH SOUND | 3:46 |
| 合計時間:                   | 合計時間:                 | 合計時間:                                                               | 7:28        |      |

| #  | タイトル                                     | 作詞 | 作曲・編曲 | 監督 |
| -- | -------------------------------------------- | ---- | ---------- | ---- |
| 1. | 「HERO -Japanese Ver.-」(Music Video)        |      |            |      |
| 2. | 「HERO -Japanese Ver.-」(Music Video Making) |      |            |      |

| #  | タイトル                                                        | 作詞 | 作曲・編曲 |
| -- | --------------------------------------------------------------- | ---- | ---------- |
| 1. | 「Trespass」(「Japan 1st SHOWCASE 」2017.1.20 品川ステラボール) |      |            |
| 2. | 「Ex Girl」(「Japan 1st SHOWCASE 」2017.1.20 品川ステラボール)  |      |            |
| 3. | 「Honestly」(「Japan 1st SHOWCASE 」2017.1.20 品川ステラボール) |      |            |
| 4. | 「Fighter」(「Japan 1st SHOWCASE 」2017.1.20 品川ステラボール)  |      |            |